# پاول اندرسن
پاول اندرسن (انگلیسی: Paul Anderson؛ زادهٔ ۱۲ فوریهٔ ۱۹۷۸) یک هنرپیشه اهل بریتانیا است. وی از سال ۲۰۰۵ میلادی تاکنون مشغول فعالیت بوده‌است.
از فیلم‌ها یا برنامه‌های تلویزیونی که وی در آن نقش داشته‌است می‌توان به شرلوک هلمز: بازی سایه‌ها، دارودسته، ۷۱، پیکی بلایندرز(آرتور شلبی)، در دل دریا، بازگشته، اشتیاق، سرقت و رابین هود اشاره کرد. او طرفدار تیم ملی فوتبال ایران است.